# Q36.5 Pro Cycling Team/Saison 2025
Diese Liste beschreibt die Mannschaft und die Siege des Radsportteams Q36.5 Pro Cycling in der Saison 2025.

## Mannschaft
| Teamkader 2025          | Teamkader 2025     | Teamkader 2025         | Teamkader 2025                                 |
| Name                    | Geburtsdatum       | Land                   | Vorheriges Team                                |
| ----------------------- | ------------------ | ---------------------- | ---------------------------------------------- |
| Enekoitz Azparren       | 5. Februar 2002    | Spanien                | Euskaltel-Euskadi (2024)                       |
| Xabier Mikel Azparren   | 25. Februar 1999   | Spanien                | Euskaltel-Euskadi (2023)                       |
| Matteo Badilatti        | 30. Juli 1992      | Schweiz                | Groupama-FDJ (2022)                            |
| Sjoerd Bax              | 6. Januar 1996     | Niederlande            | UAE Team Emirates (2024)                       |
| Gianluca Brambilla      | 22. August 1987    | Italien                | Trek-Segafredo (2022)                          |
| Walter Calzoni          | 8. August 2001     | Italien                | Gallina-Ecotek-Lucchini (2022)                 |
| Marcel Camprubí         | 15. September 2001 | Spanien                | EOLO-Kometa U23 (2022)                         |
| Fabio Christen          | 29. Juni 2002      | Schweiz                | EF Education-Nippo Development (2022)          |
| David de la Cruz        | 6. Mai 1989        | Spanien                | Astana Qazaqstan Team (2023)                   |
| Mark Donovan            | 3. April 1999      | Vereinigtes Königreich | Team DSM (2022)                                |
| Frederik Frison         | 28. Juli 1992      | Belgien                | Lotto Dstny (2023)                             |
| David González López    | 21. Februar 1996   | Spanien                | Caja Rural-Seguros RGA (2024)                  |
| Damien Howson           | 13. August 1992    | Australien             | BikeExchange-Jayco (2022)                      |
| Emīls Liepiņš           | 29. Oktober 1992   | Lettland               | Team dsm-firmenich PostNL (2024)               |
| Kamil Małecki           | 2. Januar 1996     | Polen                  | Lotto-Soudal (2022)                            |
| Matteo Moschetti        | 14. August 1996    | Italien                | Trek-Segafredo (2022)                          |
| Giacomo Nizzolo         | 30. Januar 1989    | Italien                | Israel-Premier Tech (2023)                     |
| Nicolò Parisini         | 25. April 2000     | Italien                | Team Qhubeka (2022)                            |
| Joseph Pidcock          | 20. März 2002      | Vereinigtes Königreich | Trinity Racing (2024)                          |
| Thomas Pidcock          | 30. Juli 1999      | Vereinigtes Königreich | Ineos Grenadiers (2024)                        |
| Jannik Steimle          | 4. April 1996      | Deutschland            | Soudal Quick-Step (2023)                       |
| Rory Townsend           | 30. Juni 1995      | Irland                 | Bolton Equities Black Spoke Pro Cycling (2023) |
| Milan Vader             | 18. Februar 1996   | Niederlande            | Team Visma \| Lease a Bike (2024)              |
| Harm Vanhoucke          | 17. Juni 1997      | Belgien                | Lotto Dstny (2024)                             |
| Nickolas Zukowsky       | 3. Juni 1998       | Kanada                 | Human Powered Health (2022)                    |
|                         |                    |                        |                                                |
| Quelle: ProCyclingStats |                    |                        |                                                |

## Siege
| Siege    | Siege                     | Siege         | Siege  | Siege            | Siege |
| Datum    | Rennen                    | Staat         | Klasse | Sieger           |       |
| -------- | ------------------------- | ------------- | ------ | ---------------- | ----- |
| 29. Jan. | Saudi Tour, 2. Etappe     | Saudi-Arabien | 2.1    | Thomas Pidcock   |       |
| 31. Jan. | Saudi Tour, 4. Etappe     | Saudi-Arabien | 2.1    | Thomas Pidcock   |       |
| 1. Feb.  | Saudi Tour, 5. Etappe     | Saudi-Arabien | 2.1    | Matteo Moschetti |       |
| 1. Feb.  | Saudi Tour, Gesamtwertung | Saudi-Arabien | 2.1    | Thomas Pidcock   |       |

## UCI-Weltranglisten-Platzierungen
| UCI-Ranking | UCI-Ranking | UCI-Ranking | UCI-Ranking |
| Fahrer      | Fahrer      | Land        | Punkte      |
| ----------- | ----------- | ----------- | ----------- |